# Orde van Kunst en Letteren
De Franse Orde van Kunst en Letteren (Frans: "Ordre des Arts et des Lettres") werd op 2 mei 1957 ingesteld ter onderscheiding van verdienste op het gebied van kunst en letterkunde. Bij de grote hervorming van het Franse ordestelsel van 1 januari 1964 werd deze orde, anders dan vijftien andere ministeriële orden van de Vierde Republiek, niet afgeschaft om door de Nationale Orde van Verdienste te worden vervangen.

## Beschrijving
De orde wordt door een Raad, voorgezeten door de minister van Cultuur, bestuurd en wordt ook geregeld aan vooraanstaande buitenlandse kunstenaars en schrijvers verleend. De orde heeft een vast aantal leden; 450 ridders, 140 officieren en 50 commandeurs. Alleen de minister zelf kiest de commandeurs maar leden van het Parlement kunnen niet in deze orde worden benoemd.
De ridders moeten ten minste 30 jaar oud zijn. Na 8 jaar kunnen zij worden bevorderd tot officier en na nogmaals 5 jaar kunnen zij commandeur worden. Bij buitenlandse kandidaten wordt aan deze eisen voorbijgegaan en officieren en commandeurs in het Legioen van Eer krijgen bij hun benoeming ook een overeenkomende rang in deze orde.

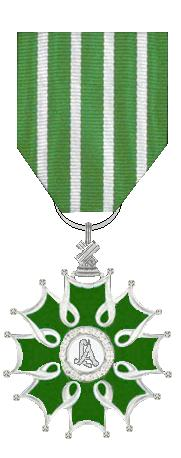
Het zilveren kleinood van een ridder in deze orde.

## Rangen van de Orde
De drie rangen van de Orde zijn:
- Commandeur - De commandeur (Fr. Commandeur) draagt om de hals een groot uitgevoerd gouden kleinood van de Orde aan een lint. Er is als verhoging een smalle gouden ring tussen het juweel en het lint aangebracht.
- Officier - De officier (Fr. Officier) draagt op de linkerborst een gouden kleinood aan een lint met een rozet. De gouden ring ontbreekt.
- Ridder - De ridder (Fr. Chevalier) draagt op de linkerborst een zilveren kleinood aan een lint. De zilveren ring ontbreekt.

## Versierselen van de orde
Het kleinood van de orde is een door Raymond Subes ontworpen arabesque in de vorm van een dubbelgepunte achtarmige ster met een medaillon waarop het monogram "AL" staat. Dit monogram is omringd door een gouden cirkel waarop de tekst "REPVBLIQVE FRANCAISE" en op de achterzijde "ORDRE DES ARTS ET DES LETTRES" staat geschreven.
Op de achterzijde is in plaats van het monogram het symbolische hoofd van de republiek ("Marianne") te zien.
Het juweel van de commandeurs is opengewerkt en fijner uitgevoerd dan dat van de lagere rangen. Het lint is donkergroen met vier witte strepen.
De seculiere Franse Republiek heeft geen ridderorden die de traditionele vorm van een kruis hebben, daarom werd bij de vormgeving van deze decoratie voor een kleinood in de vorm van een Arabisch juweel gekozen.